# Sörgenloch
Sörgenloch est une municipalité de la Verbandsgemeinde Nieder-Olm, dans l'arrondissement de Mayence-Bingen, en Rhénanie-Palatinat, dans l'ouest de l'Allemagne.

## Références

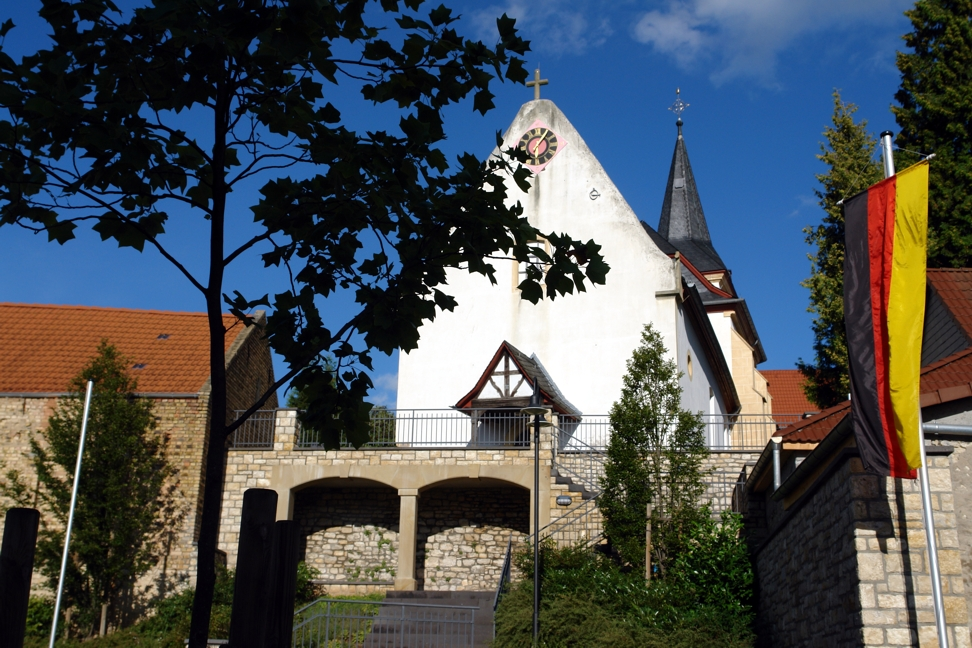
Paroisse catholique
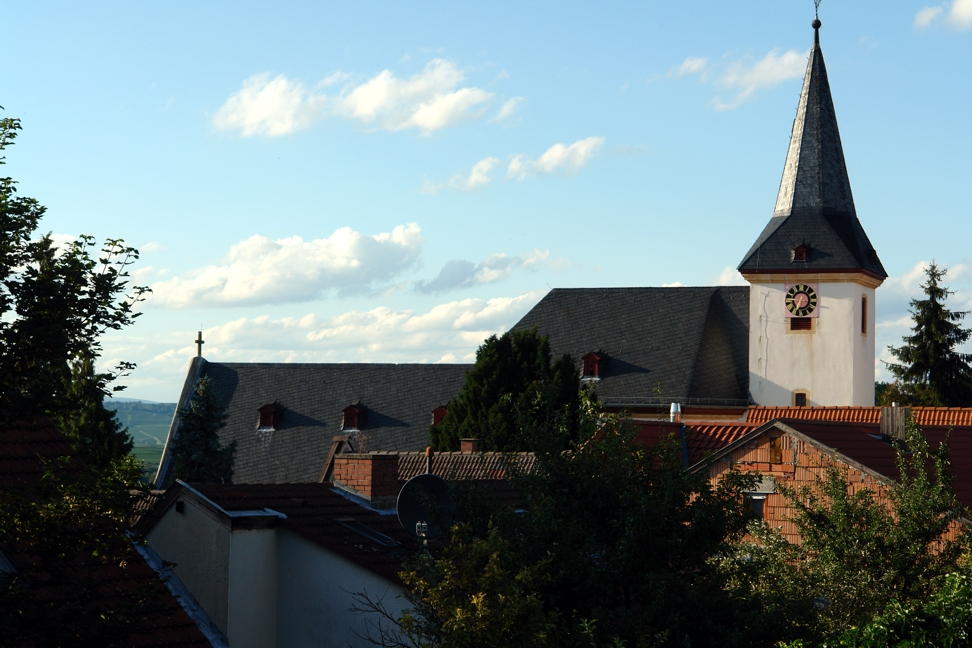
Paroisse catholique
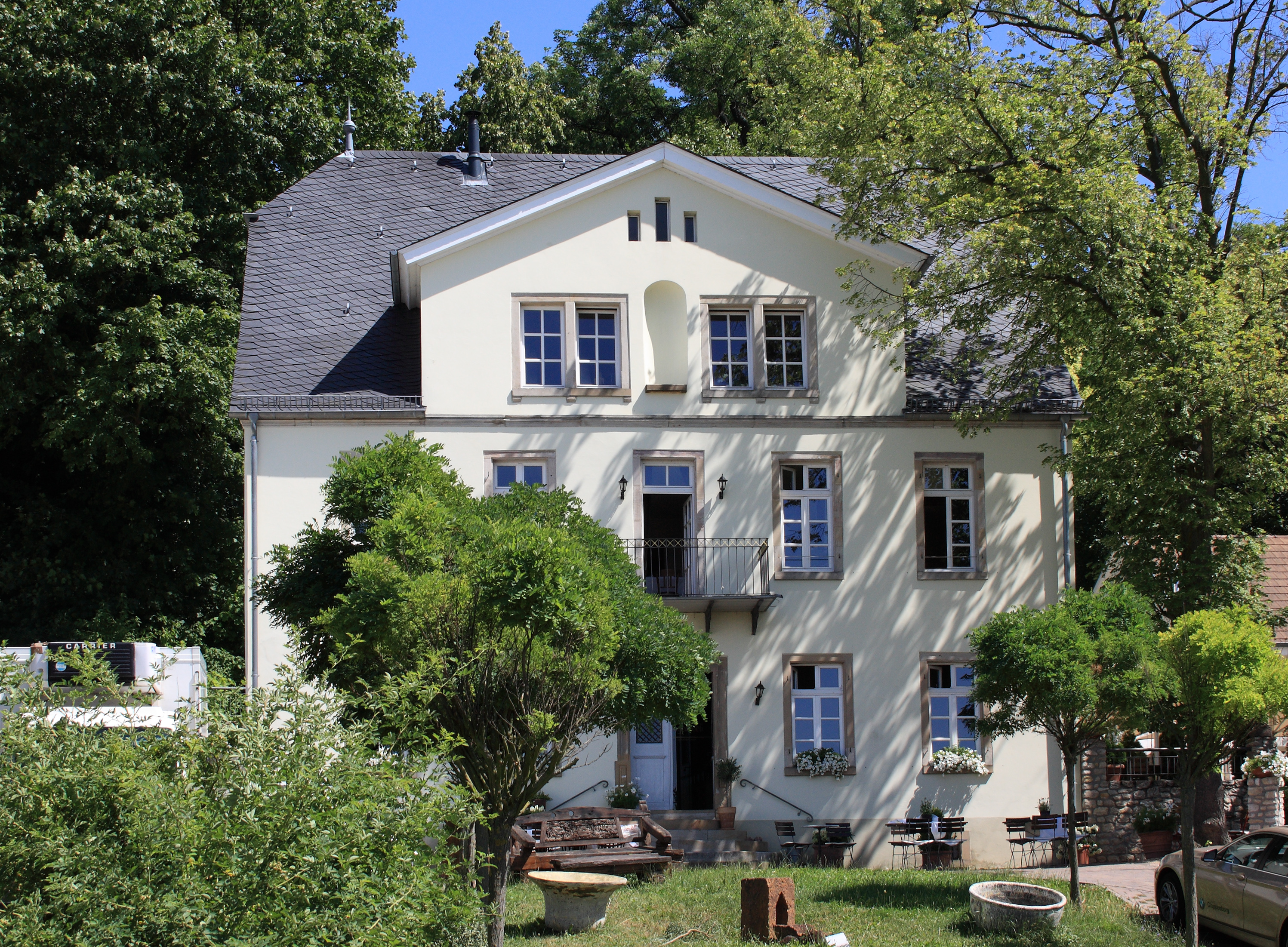
École de Sörgenloch
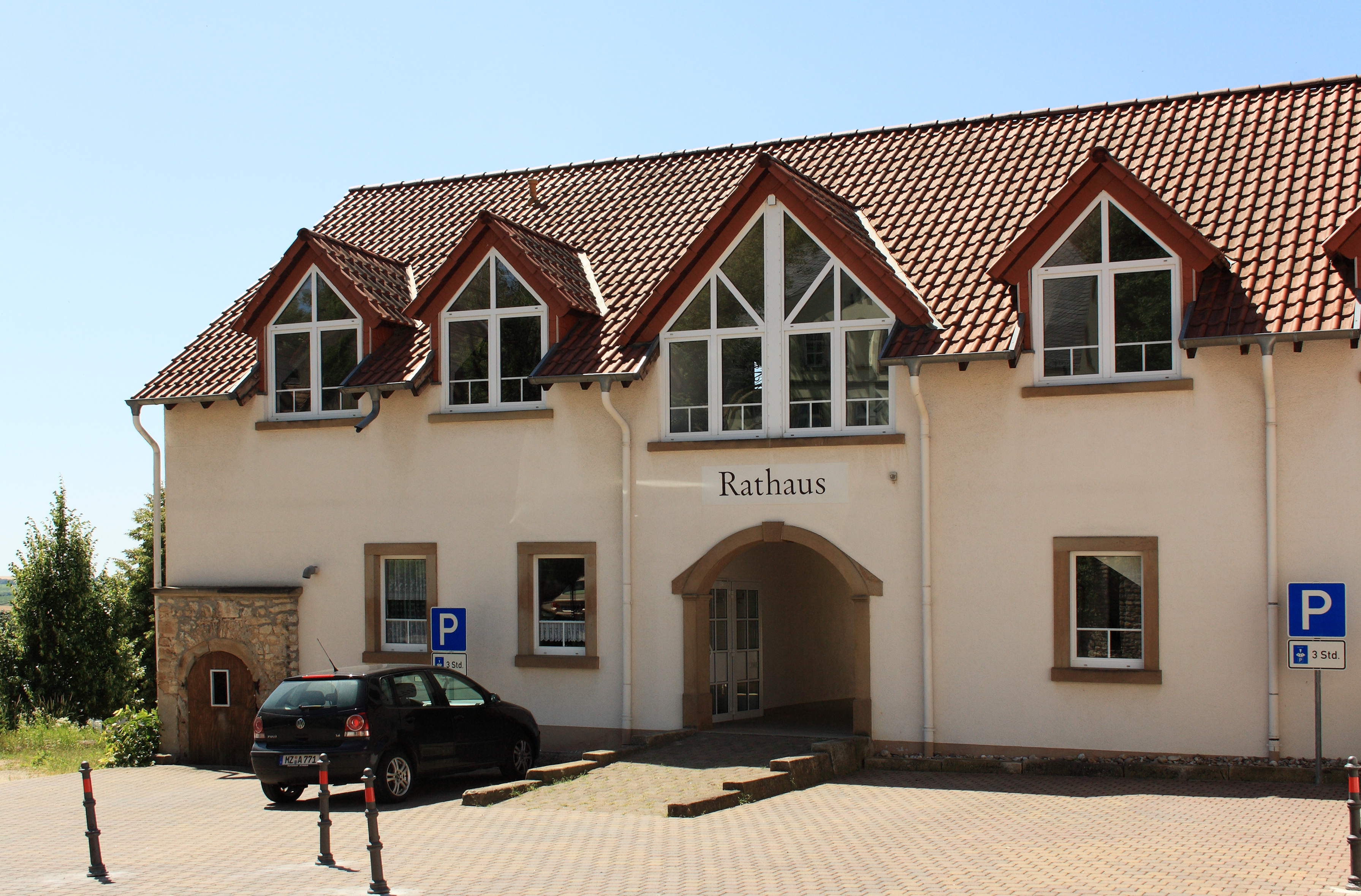
Mairie de Sörgenloch
Localisation de Sörgenloch dans la Verbandsgemeide et dans l'arrondissement

## Jumelage
- Ludes, Marne, France